# Moses (Skoryk)
Moses (ukrainisch Мойсей, Mojssej) ist eine Oper in zwei Akten mit Prolog und Epilog von Myroslaw Skoryk mit einem Libretto von Skoryk und Bohdan Stelmach nach einem gleichnamigen Gedicht von Iwan Franko. Sie wurde am 23. Juni 2001 in der Nationaloper Lwiw uraufgeführt.

## Inhalt
Frankos Gedicht ist als Allegorie des ukrainischen Volkes konzipiert, das seiner Meinung nach großes Potenzial hatte, aber durch die politische Spaltung geschwächt war. Das Gedicht basiert auf der biblischen Geschichte von Moses. Es sieht ihn, nachdem er die Kinder Israels vierzig Jahre lang in der Wüste geführt hat, von einem Auffuhr von Datan und Abiram angegriffen. Moses verlässt das Lager, um zu meditieren; in seiner Abwesenheit beten die Israeliten das Goldene Kalb an. In der Wüste wird Moses von einem bösen Geist, Asasel, und auch vom Geist seiner Mutter Jochebed versucht, die ihn dazu zu bringen wollen, Gott abzuschwören. Er widersteht und stirbt. Die Israeliten geraten sofort in Panik und verurteilen Datan und Abiram zum Tode. Moses’ Nachfolger Josua bereitet sich darauf vor, sein Volk in das Gelobte Land zu führen.
Der Prolog und der Epilog des ursprünglichen Gedichts sind eine Ansprache des Dichters an das ukrainische Volk, die die Parallelen der Geschichte deutlich macht. Sie sind in verkürzter Form in der Oper beibehalten.

## Musiknummern
Die Oper enthält die folgenden Musikstücke:
Erster Akt
- Nr. 1. Prolog „Mein Volk“ (Chor)
- Nr. 2. Szene „Morgen“ (Lea, Josua, Kinderchor)
- Nr. 3. Monolog Moses’ (Moses)
- Nr. 4. Ballade Moses’
- Nr. 5. Szene „Unser Herr Moses“ (Abiram)
- Nr. 6. Datans Entschluss (Datan)
- Nr. 7. Monolog Moses’ (Moses)
- Nr. 8. Anbetung Vaalas

Zweiter Akt
- Nr. 1. Monolog Moses’
- Nr. 2. Szene von Asasel und Stimmen (Azalel, Moses)
- Nr. 3. Chor „Dies ist Moses…“
- Nr. 4. Arie des Jochebed (Jochebed)
- Nr. 5. Szene mit Moses, Jochebed und Asasel
- Nr. 6. „Sturm“ (Orchester)
- Nr. 7. Stimme Jehovahs
- Nr. 8. Chor und Dichter
- Nr. 9. Finale
- Nr. 10. Epilog

## Werkgeschichte
Die Oper Moses ukrainischen Komponisten Myroslaw Skoryk entstand im Auftrag der Nationaloper Lwiw anlässlich des hundertjährigen Bestehens des Theaters. Das Libretto erstellte Skoryk zusammen mit dem ukrainischen Dichter Bohdan Stelmach nach einem um 1905 entstandenen Gedicht von Iwan Franko.
Die Anregung zu der Oper kam von Bohdan Stelmach und dem Operndirektors Tadeusz Eder. Eine erste Vertonung des Gedichts von Iwan Franko gab es schon 1935 vom ukrainischer Komponisten Stanislaw Ljudkewytsch.
Die Uraufführung fand am 23. Juni 2001 in der Nationaloper Lwiw anlässlich eines Besuchs von Papst Johannes Paul II. statt. Regie führte Sbihnjew Chschanowskyj. Die musikalische Leitung hatte Wolodymyr Duttschak. Die Bühne stammte von Tadej Ryndsak und Mychajlo Ryndsak, die Kostüme von Oksana Sintschenko. Der Papst und der Vatikan unterstützten die Produktion finanziell und geistig.
Seitdem gehört das Werk zum Repertoire der Opernhäuser von Lwiw und Kiew und wurde auch im Rahmen von Gastspielen, beispielsweise in Warschau, gespielt.

## Aufnahmen
- 23. Juni 2001 – Wolodymyr Duttschak (Dirigent), Orchester und Chor der Nationaloper Lwiw.
 Oleksandr Hromysch (Moses), Stepan Stepan (Abiram), Andrij Beniuk (Datan), Bohdan Herjawenko (Dichter), Vitalij Liskovetskyj (Josua), Wira Koltun (Lea), Natalia Svoboda (Jochebed), Oleksij Danyltschuk (Asasel), Vasyl Dudar (Stimme Jehovahs).
 Mitschnitt der Uraufführung.[3]
- 13. September 2013 – Myroslaw Skoryk und Iwan Hamkalo (Dirigenten).
 Serhij Mahera (Moses), Ihor Mokrenko (Abiram), Hennadij Waschtschenko (Datan), Oleksandr Bojko Jochawedda (Dichter), Dmytro Kusmin (Josua), Tetjana Hanina (Lea), Alla Posnjak (Jochebed), Andrij Romanenko (Asasel), Mychajlo Kirischew (Simeon).
 Video; live aus der Nationaloper Lwiw.
 Videostream auf YouTube.[8]
- 31. Oktober 2021 – Andrij Jurkewytsch (Dirigent).
 Serhij Mahera (Moses), Oleksandr Sosulja (Abiram), Andrij Benjuk (Datan), Orest Sydir (Dichter), Ihor Schewtschuk (Josua), Ljudmyla Korsun (Lea), Tetjana Wachnowska (Jochebed), Roman Trochymuk (Asasel), Jurij Schewtschuk (Simeon).
 Video; live aus der Nationaloper Lwiw; Jubiläumsaufführung zum 20. Jahrestag der Uraufführung.
 Videostream auf YouTube.[7]